# Takeshi Kitano
Takeshi Kitano (北野 武, Kitano Takeshi) nascut el 18 de gener de 1947 a Adachi, Tòquio (Japó), és un actor, director de cinema, comediant, manzai, escriptor, poeta, pintor, guionista i en una ocasió dissenyador d'un videojoc japonès. És conegut també com a Beat Takeshi (ビートたけし, Bīto Takeshi).
Des de l'abril de 2005, dicta una càtedra a l'Escola de Postgrau d'Arts Visuals de la Universitat Nacional de Tòquio de Belles Arts i Música.
És el fundador i director de la productora i distribuïdora Office Kitano.

## Biografia

### Els inicis
Kitano va començar estudiant enginyeria però va ser expulsat de l'escola pel seu comportament rebel. Va aprendre comèdia, cant, ball i el clàssic teatre satíric japonès amb el famós comediant Senzaburo Fukami.
La seva oportunitat va arribar quan treballava d'ascensorista al local nocturn del seu amic Kaneko Kiyoshi. Aquest feia un xou nocturn d'humor i una nit la parella còmica de Beat Kyoshi es va posar malalta, i com que Kitano havia insistit molt a sortir un dia a actuar ho van provar i així es va formar el duet còmic de manzais anomenat The Two Beats: Beat Kyoshi & Beat Takeshi la fama que van assolir els va portar per diversos programes de televisió. D'aquí va sortir Beat Takeshi el nom que encara utilitza actualment en les pel·lícules que ell interpreta com a actor.
Un temps més tard la seva fama es va fer mundial quan va protagonitzar el xou televisiu de Takeshi's Castle, conegut a Espanya amb el nom d'Humor Amarillo.

### Les primeres pel·lícules

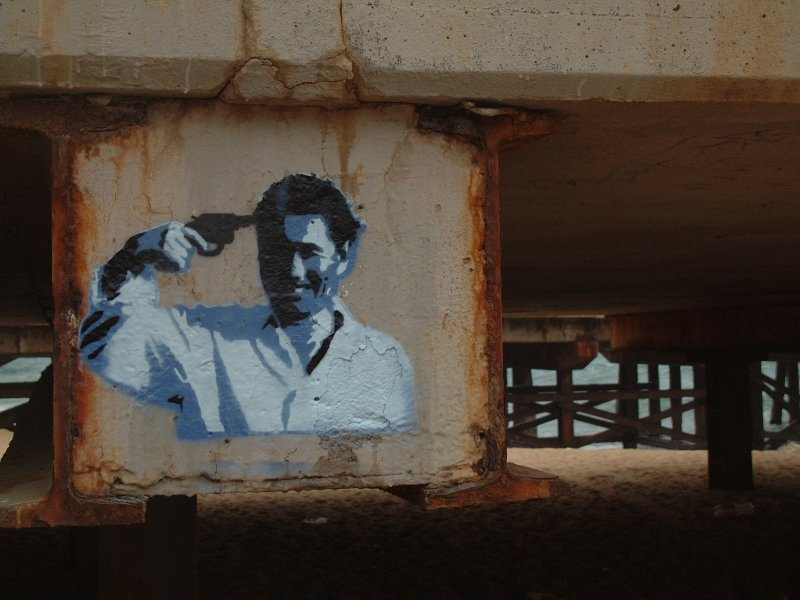
Graffiti d'un fragment de Sonatine

L'any 1989 Kitano accepta realitzar el primer paper de protagonista per a una pel·lícula, Violent Cop, aquí encarna el típic paper de policia dur i solitari. Per motius que no es coneixen, Fukasaku renuncia a la direcció del film i Kitano pren la decisió de dirigir-la. El motiu se simple: «No ho havia fet mai i volia provar-ho».
Kitano s'apropia de la pel·lícula i modifica gran part del guió; l'adequa al seu gust endurint-lo i tensant-lo en gran manera. En comptes de fer un film típic yakuza o d'acció americana, realitza una obra plena de violència dolorosa i passió. El seu passat de cabaretista i de còmic televisiu no l'ajuden en aquest moment, sobretot per la crítica cinematogràfica. Aquest film estrenat l'any 1989 va passar força desapercebut. La figura d'un Kitano violent i dur, crea un gran impacte en el Kitano còmic i bufó. El públic queda desorientat igual que la crítica del país.
En aquell temps Takeshi col·laborava com a periodista en un diari esportiu del Japó. D'aquesta època va treure idees per fer la seva segona pel·lícula: Boiling Point (1990). Aquí ens retrobem amb l'humor irresistible de Kitano i amb algunes situacions còmiques posades estratègicament en els moments menys esperats. En aquesta s'enfronten jugadors de beisbol amb yakuzes.
L'obsessió que tindrà amb els yakuzes al llarg de la seva carrera ve des de la seva infància. Ell va viure en el temps de la postguerra al Tòquio més pobre, on els atacs dels yakuzes estaven a l'ordre del dia. Ell estava convençut que el seu pare també era un yakuza, tot i que en realitat era un pobre pintor que no guanyava ni per donar menjar a un sol dels seus fills, i això que eren quatre germans (Kitano el més jove de tots).
El mateix any torna a escriure i a dirigir una pel·lícula, en aquesta ocasió però, ell no participa com a actor: Escenes davant la mar, és una obra inspirada un altre cop amb l'esport, en aquest cas el surf. La pel·lícula és gairebé muda, els dos personatges principals son sordmuts i és que el protagonista principal de la història és la mar, aquest element serà un element molt present en totes les obres de Kitano. Va ser la primera ocasió en què el director aconseguia els primers premis per la seva obra.
L'any 1993 estrena Sonatine. En aquesta ocasió el director barreja la crua violència d'un grup de yakuzes amb escenes d'aquests jugant a la platja com a nens. Kitano crea una espècie d'oasi on aquests poden oblidar-se del seu món de violència i de la seva probable mort imminent. Aquest treball el porta al festival de cinema de Cannes i guanya el primer premi al Festival Internacional de Cinema de Taormina.
En aquest moment i aprofitant la fama que ha guanyat, Kitano aprofita per obrir dues productores pròpies: Bandai Visual i Office Kitano.

### Dos cops durs
L'any 1994 es va iniciar amb la sensació que continuaria el cicle d'èxits iniciats en els anys anteriors, però no va ser així. Durant els primers compassos de l'any s'estrena Getting Any?, una obra còmica basada gairebé simplement en esquetxos similars als televisius o amb paròdies similars a l'estil Monty Python. La pel·lícula va rebre duríssimes crítiques que qualificaven el film d'absurd. En alguns casos va semblar que aquest film seria el suïcidi professional del mateix Kitano.
L'experiment fallit de Takeshi podia portar-lo al fracàs, tot i que el públic occidental mantenia un certa fascinació per la seva obra.
El segon cop dur per a Takeshi es va produir el 2 d'agost del mateix any. De camí a sa casa Kitano és víctima d'un greu accident de motocicleta. El director anava més begut del compte i amb el casc de la motocicleta mal cordat. La seva cara restarà desfigurada per sempre i tindrà un tic permanent en un ull. Aquestes característiques físiques contribuiran notablement a la seva particular expressió en els seus films posteriors. Durant els llargs mesos de la seva recuperació, es dedica a la pintura, escriptura i a estudiar ciències naturals.

### El retorn i els premis internacionals

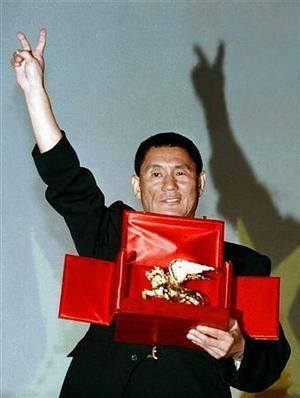
Takeshi Kitano recollint el Lleó d'Or al Festival Internacional de Cinema de Venècia

L'any 1996 després de la llarga convalescència de l'accident, Kitano torna a la pantalla gran amb Kids Return. Per a alguns el títol mateix indica el mateix retorn del director. El film és una espècie de valoracions personals de la seva vida, les mateixes experiències que anys després recollirà en el llibre Asakusa Kid.
El 1997 roda la i surt a escena la pel·lícula més personal de Kitano: HANA-BI, aquesta representa l'explosió de l'èxit internacional de Kitano. En aquesta pel·lícula veiem diversos quadres que l'artista va dibuixar mentre estava rehabilitant-se del greu accident. És premiat en diversos festivals internacionals, aconseguint fins i tot el prestigiós Lleó d'Or a la 54a Festival Internacional de Cinema de Venècia.
El següent film torna a sorprendre els espectadors, L'estiu d'en Kikujiro (1999). Kitano crea una entranyable història, sobre del viatge que realitzaran el personatge principal que encarna el mateix Takeshi i un nen que vol veure la seva mare, que mai ha vist. Hi destaca la forma en què es combinen la tendresa de les històries i l'humor al més pur estil de director. Tot això amb una constant i repetitiva música que el director torna a seleccionar de forma magistral. Takeshi dedica aquesta obra al seu pare, Kikujiro.

### La consagració del fenomen
Els Estats Units després dels èxits internacionals de Takeshi estan interessats que el director gravi allà la pròxima pel·lícula, amb la condició que sigui violenta. Kitano respon que serà més violenta del que voldrien, i condiciona l'acord al fet que es pugui gravar en anglès i japonès. D'aquest pacte va sorgir Brother (2000), que va obtenir un gran èxit entre el públic més jove.
L'any 2002 s'estrena Dolls, un drama romàntic on es combinen tres històries d'amor. Un cop més l'artista demostra la gran quantitat de registres i el nivell notable de tots els que ha combinat al llarg de la seva ja dilatada carrera.
Per la presentació de la pel·lícula l'actor va aparèixer per primer cop amb el pèl de color ros. Això va ser perquè els seguidors s'acostumessin a la futura imatge que lluiria l'actor en la seva sorprenent nova pel·lícula.
I és que l'any següent Kitano torna a sorprendre el món del cinema amb el film Zatoichi (2003). Una nova adaptació del mític samurai japonès que encarna ell mateix.
La pel·lícula aconsegueix un èxit sorprenent al Japó tot i els riscos que suposava fer una adaptació nova del mític Samurai (massatgista i cec). Kitano resol amb un èxit contundent la seva primera pel·lícula d'època. Aconsegueix premis de prestigi internacional com ara el premi a la millor pel·lícula al Festival Internacional de Cinema de Catalunya o el Lleó de Plata per la millor direcció al festival de Venècia.

### Autodestrucció creativa
Després de l'èxit assolit per Zatoichi, el director va iniciar una trilogia que ell mateix va anomenar un procés personal de destrucció creativa. Aquest procés es caracteritza per fer les noves obres plenes d'autoreferències, narcisisme, fantasia, surrealisme i un fort hermetisme.
La primera pel·lícula en què es va poder veure aquest canvi va ser amb Takeshi's (2005). Portada en un secretisme absolut va ser estrenada com a «film sorpresa» a la 62a Mostra internacional d'art cinematogràfica de Venècia el 2 de setembre de 2005. L'obra, amb grans dosis d'autoparòdia, surrealisme i tocs onírics, tracta la vida de dos Takeshis, un proper al de la realitat i un altre que treballa de caixer d'un supermercat. En aquesta pel·lícula l'autor ironitza, parodia treballs anteriors i es burla d'ell mateix. Tot i que gran part de la crítica va desaprovar el film, va estar nominada al Lleó d'Or de Venècia.
El següent treball fora d'aquesta trilogia va ser un petit projecte consistent fer un curtmetratge d'un total de 35, d'uns tres minuts cadascun, realitzat per 35 directors diferents amb motiu del 60è aniversari del Festival de Canes. El DVD s'anomena A cadascú el seu cinema (Chacun son cinéma) i van participar directors com Gus Van Sant, Lars von Trier, Roman Polanski, David Cronenberg, Ken Loach o els germans Ethan Coen i Joel Coen entre d'altres.
El segon episodi d'autodestrucció creativa/artística va venir amb Glory to the Filmmaker! (Kantoku banzai!), pel·lícula dirigida, escrita i protagonitzada per ell mateix i estrenada al Japó el juny del 2007. A Europa la seva estrena va ser de nou durant el Festival de Venècia i la crítica va tornar a quedar-se perplexa veient el nou rumb del cinema del director. Amb crítics que la van considerar una pel·lícula molt personal i provocadora i altres que es tractava realment d'un absurd suïcidi artístic.
Finalment, el 2008 va estrenar la que és fins ara la seva darrera pel·lícula Aquiles i la tortuga (Achilles to kame!). La pel·lícula continua amb l'estil comptant amb autoreferències, dramatisme i comèdia satírica. En aquesta ocasió el film va tenir força millor acollida dins de la crítica internacional siguen una de les favorites per assolir el major premi del festival, el Lleó d'Or. Ha estat considerada per alguns crítics com el retorn del gran cineasta i el final de la seva etapa autodestructiva.

## Altres treballs
Kitano ha escrit més de cinquanta llibres de poesia, de crítica de pel·lícules i diverses novel·les, algunes de les quals també han sigut adaptades al cinema per altres directors.
El director es va fer també notori per ser el dissenyador d'un videojoc, molt peculiar, lliurat per Famicom (consola que es coneixerà com a NES al mercat occidental) anomenat Takeshi no Chousenjou (El desafiament d'en Takeshi) per la Taito Corporation.
També va assolir fama mundial gràcies a un popular programa de televisió anomenat Takeshi's Castle (El Castell de Takeshi), un programa dels anys 80 que era una mena de concurs de competició física amb grans situacions absurdes i còmiques.
Més recentment, ha treballat a «Koko ga la gallina da yo, nihonjin» (quelcom com: «La gent del Japó, Això no té sentit!»), un programa d'entrevistes on a un gran panell apareixen estrangers de tot el món sencer i que parlant en japonès discuteixen qüestions corrents de la societat japonesa. Un altre dels seus programes és Sekai Marumie (El Món Exposat), una col·lecció setmanal de diversos videoclips interessants fets d'arreu del món. Aquests normalment enfocant els aspectes estranys d'altres països i amb una secció regular sobre rescats, pres del programa americà Rescue 911. En aquest xou, ell fa el paper d'un nen infantil idiota, insultant els invitats i vestit amb robes estranyes.
L'ara internacionalment aclamat Takeshi Kitano va ser guardonat i honorat amb el Bachelor of Science en enginyeria per la Universitat de Meiji el 7 de setembre de 2004, 34 anys després que ell l'abandonés per continuar la seva carrera artística.
Takeshi Kitano va ser un dels primers ferms partidaris del cantant de música enka Kiyoshi Hikawa.
El 21 de gener de 2007, el seu antic pupil còmic Hideo Higashikokubaru es va presentar a les eleccions de governador de la prefectura de Miyazaki i va ser el vencedor.

## Filmografia

### Director
| - Violent Cop (その男、凶暴につき - Sono otoko, kyobo ni tsuki) (1989) - Boiling Point (３－４Ｘ１０月 - 3-4x juugatsu) (1990) - Escena davant la mar (あの夏、いちばん静かな海 - Ano natsu, ichiban shizukana umi) (1991) - Sonatine (ソナチネ) (1993) - Getting Any? (みんな やってるか！ - Minnâ-yatteruka!) (1995) - Kids Return (キッズ・リターン - Kidzu ritan) (1996) | - HANA-BI (花火 - HANA-BI) (1997) - L'estiu d'en Kikujiro (菊次郎の夏 - Kikujirô no natsu) (1999) - Brother (ブラザー) (2000) - Dolls (ドールズ) (2002) - Zatoichi (座頭市) (2003) - Takeshis' (タケシズ) (2005) | - Glory to the Filmmaker! (Kantoku banzai!) (2007) - Achilles and the Tortoise (Achilles to kame!) (2008) - Outrage (2010) - Beyond Outrage (2012) - Ryuzo and the Seven Henchmen (2015) - Outrage Coda (2017) |

### Actor
| - Makoto-chan (1980) - Danpu wataridori (1981) - Manon (1981) - Sukkari... sono ki de! (1981) - Bon Nadal, Mr. Lawrence (Merry Christmas Mr. Lawrence) (1983) - Jukkai no mosquito (1983) - Kanashii kibun de joke (1985) - Yasha (1985) - Komikku zasshi nanka iranai! (1986) - Anego (1988) - Violent Cop (その男、凶暴につき - Sono otoko, kyobo ni tsuki) (1989) | - Hoshi tsugu mono (1990) - Boiling Point (３－４Ｘ１０月 - 3-4x juugatsu) (1990) - Erotikkuna kankei (1992) - Sakana kara daiokishin!! (1992) - Sonatine (ソナチネ) (1993) - Kyôso tanjô (1993) - Getting Any? (みんな やってるか！ - Minnâ-yatteruka!) (1995) - Johnny Mnemonic (1995) - Gonin (1995) - HANA-BI (花火 - HANA-BI) (1997) - Tokyo Eyes (1998) | - L'estiu d'en Kikujiro (菊次郎の夏 - Kikujirô no natsu) (1999) - Gohatto (御法度) (1999) - Brother (ブラザー) (2000) - Battle Royale (バトル・ロワイヤル - Batoru rowaiaru) (2000) - Battle Royale: Requiem (バトル・ロワイヤル II - Batoru rowaiaru II: Rekuiemu) (2000) - Zatoichi (座頭市) (2003) - Izo (イゾウ) (2004) - Blood and Bones (Chi to hone) (2004) - Takeshis' (タケシズ) (2005) - Glory to the Filmmaker! (Kantoku banzai!) (2007) - Achilles and the Tortoise (Achilles to kame!) (2008) | - Outrage (2010) - Dearest (2012) - Beyond Outrage (2012) - Ryuzo and the Seven Henchmen (2015) - Mozu (2015) - While the Women Are Sleeping (2016) - Ghost in the Shell (2017) - Outrage Coda (2017) |

### Guionista
| - Violent Cop (その男、凶暴につき - Sono otoko, kyobo ni tsuki) (1989) - Boiling Point (３－４Ｘ１０月 - 3-4x juugatsu) (1990) - Escena davant la mar (あの夏、いちばん静かな海 - Ano natsu, ichiban shizukana umi) (1991) - Sonatine (ソナチネ) (1993) - Kyôso tanjô (1993) - Getting Any? (みんな やってるか！ - Minnâ-yatteruka!) (1995) | - Kids Return (キッズ・リターン - Kidzu ritan) (1996) - HANA-BI (花火 - HANA-BI) (1997) - L'estiu d'en Kikujiro (菊次郎の夏 - Kikujirô no natsu) (1999) - Brother (ブラザー) (2000) - Dolls (ドールズ) (2002) - Asakusa Kid (2002) - Zatoichi (座頭市) (2003) | - Takeshis' (タケシズ) (2005) - Glory to the Filmmaker! (Kantoku banzai!) (2007) - Achilles and the Tortoise (Achilles to kame!) (2008) - Outrage (2010) - Beyond Outrage (2012) - Ryuzo and the Seven Henchmen (2015) - Outrage Coda (2017) |

### Televisió
| - Thousand Stars and One Night" (1980 - 1981) - The Manzai (1980–1982) - Oretachi Hyōkin-zoku (1981–1989) - Waratte Pon! (1983) - Super Jockey (1983–1999) - Sports Taisho (1985–1990) - Owarai Ultra Quiz (1989–1996, 2007) - Genki TV (1985–1996) | - Takeshi's Castle (1986–1989) - TV Tackle (1989–present) - Heisei Board of Education (1991–1997) - Daredemo Picasso (1997–present) - Kiseki Taiken! Anbiribabō (1997–present) - Koko ga Hen da yo Nihonjin (1998–2002) - Musashi (2003) | - Fuji Television midnight broadcasting series (1991–present) Kitano Fan Club Kitano Fuji Adachi-ku no Takeshi, Sekai no Kitano Saitoh Singu-ten Kitano Talent Meikan Takeshi Kitano presents Comăneci University Mathematics - Aka Medaka (2015) - Hagoku (2017) |

## Ràdio
- All Night Nippon per Beat Takeshi (1981–1990)
- Beatnik Radio (1997–2000)

### Llibres sobre el seu cinema
- Takeshi Kitano Luis Miranda, Catedra 2006.
- Takeshi Kitano, della morte dell'amore (Takeshi Kitano, de la mort de l'amor) (2005), de Francesco Ruggeri, Sentieri selvaggi
- Takeshi Kitano (1998), de Donatello Fumarola, Dino Audino Editore (ISBN 8886350147)
- Takeshi Kitano (2001), de Vincenzo Buccheri, Il Castoro Cinema (ISBN 8880331973)
- Il cinema nero di Takeshi Kitano (El cinema negre de Takeshi Kitano) (2001), Ubulibri (ISBN 8877482079)
- Kitano Takeshi (2007), d'Aaron Gerow, British Film Institute (ISBN 1-84457-166-1)
- Beat Takeshi vs. Takeshi Kitano (2005), de Casio Abe, Kaya Press (ISBN 1-885030-40-1)

## Premis i nominacions

### Festival de Cinema de Venècia
- Nominació al Lleó d'Or per Takeshi's (2005)
- Guanyador del premi dels espectadors a la millor pel·lícula per Zatoichi (2003)
- Guanyador del premi festival de cinema de futur figital per Zatoichi (2003)
- Guanyador del premi obert per Zatoichi (2003)
- Guanyador del premi especial al director per Zatoichi (2003)
- Nominació al Lleó d'Or per Zatoichi (2003)
- Nominació al Lleó d'Or per Dolls (2002)
- Guanyador del Lleó d'Or per Hana-bi (1997)
- Guanyador Premi Jaeger-LeCoultre Glory to the Filmmaker. (2006) Atorgat a personalitats que han fet una contribució significant al cinema contemporani.[9]

### Premis de l'acadèmia Japonesa
- Guanyador de la millor edició per Zatoichi (juntament amb Yoshinori Oota) (2004)
- Nominació al millor actor per Hana-bi (1999)
- Nominació al millor director per Hana-bi (1999)
- Nominació a la millor edició per Hana-bi (1999) (juntament amb Yoshinori Oota)
- Nominació al millor guió per Hana-bi (1999)
- Nominació al millor director per A Scene at the Sea (1992)
- Nominació a la millor edició per A Scene at the Sea (1992)
- Nominació al millor guió per A Scene at the Sea (1992)
- Guanyador del premi popular a l'actuació més popular per Violent Cop (1990)
- Nominació a millor actor per Violent Cop (1990)
- Guantador del premi popular a l'actuació més popular per Kanashii kibun de joke (1986)
- Nominació al millor actor secundari per Yasha (1986)
- Nominació al millor actor secundari per Merry Christmas Mr. Lawrence (1984)

### Premis Kinema Junpo
- Guanyador del premi al millor actor per Blood and Bones (2005)
- Guanyador del premis dels lectors a la millor pel·lícula per Zatoichi (2004)
- Guanyador del premi a la millor pel·lícula per Hana-bi (1997)
- Guanyador del premi dels lectors a la millor pel·lícula per Hana-bi (1997)
- Guanyador del premi dels lectors a la millor pel·lícula per Escenes al mar (1991)

### Festival internacional de cinema de Valladolid
- Guanyador del premi al millor actor per l'Estiu de Kikujiro (1999)
- Guanyador del premi FIPRESCI per l'Estiu de kikujiro (1999) (Pel tractament del drama de la soledat i l'autoconeixement amb un original sentit de l'humor i amb el tracte personal del director amb la seva visió del món.)
- Nominació al premi Espiga d'Or per l'Estiu de Kikujiro (1999)

### Premis Blue Ribbon
- Guanyador del premi al millor actor per Hana-bi (1999)
- Guanyador del premi al millor director per Hana-bi (1999)
- Guanyador del premi a la millor pel·lícula per Hana-bi (1999)
- Guanyador del premi al millor director per Escenes al mar (1992)
- Guanyador del premi a la millor pel·lícula per Escenes al mar (1992)

### Festival de Cinema de Canes
- Nominació a la Palma d'Or per L'Estiu de Kikujiro (1999)